# Jackpot Juicer
Jackpot Juicer — десятый студийный альбом американской постхардкор-группы Dance Gavin Dance, выпущенный 29 июля 2022 года на лейбле Rise Records. Он стал продолжением их девятого студийного альбома Afterburner (2020). Альбом, спродюсированный Крисом Крамметтом, был записан на студии Interlace Audio в Портленде, штат Орегон, в период с апреля по июль 2021 года и является самым длинным альбомом группы на сегодняшний день, состоящим из восемнадцати треков и продолжительностью один час и три минуты. Это первый студийный альбом группы, записанный как секстет со времён Acceptance Speech (2013), а также первый альбом с Эндрю Уэллсом в качестве официального участника с момента его присоединения в качестве гастролирующего гитариста в 2015 году. Это также их последний релиз с участием басиста Тима Фирика, который умер 13 апреля 2022 года, и вокалистки Тилиан Пирсон, которая покинула группу в апреле 2024 года.
Лид-сингл «Synergy», в котором принял участие Роб Дамиани из английской рок-группы Don Broco, был выпущен 24 марта 2022 года. Песня «Pop Off!» была выпущена в качестве второго сингла 4 мая. Ещё три сингла, «Die Another Day», «Cream Of the Crop» и «Feels Bad Man», были выпущены в июле. В поддержку альбома группа выступила на втором инаугурационном фестивале SwanFest 23 апреля 2022 года в Сакраменто, штат Калифорния, а затем провела весенний тур по США в апреле и мае с группами поддержки Memphis May Fire, Volumes и Moon Tooth. Летний тур состоялся в июле и августе 2022 года при поддержке американских пост-хардкор групп Royal Coda и Body Thief.

## Отзывы
| Оценки критиков     | Оценки критиков |
| Источник            | Оценка          |
| ------------------- | --------------- |
| Boolin Tunes        | 9/10            |
| Rock N Load         | 9/10            |
| Ghost Cult magazine | 7/10            |
| Sputnik Music       | [ 7 ]           |
| Wall of Sound       | 5/10            |

Альбом получил в целом положительные отзывы музыкальной критики и интернет-изданий.
В Boolin Tunes отметили, что «Jackpot Juicer, возможно, является лучшим альбомом Dance Gavin Dance. Несмотря на то, что альбом состоит из 18 треков и длится более часа, легендарная swancore-группа создала свой самый электризующий, последовательный и разнообразный релиз на сегодняшний день. Альбом нелегко проглотить за один раз, но это облегчается тем, что на нём представлен самый сильный материал Swancore на сегодняшний день. Все это заслуга основных участников группы, как новых, так и старых, которые действительно достигли пика синергии (ха) и креативности на этой пластинке».
В Rock N Load написали, что хотя «восемнадцать треков — это много, но они определённо не кажутся длинными или трудоёмкими; каждый трек плавно перетекает в следующий, и нет ни малейшего отрыва, который иногда проскальзывает в длинных альбомах, когда группы стремятся выжать из них больше, чем они есть. К счастью, эти парни создали альбом, который ничего подобного не делает и концентрируется исключительно на создании лучшей музыки, которая только возможна».

## Список композиций
Слова и музыка всех песен — Jonathan Mess, Matthew Mingus, Tilian Pearson, Timothy Feerick, Andrew Wells и Will Swan; трек "Cream of the Crop" создан в соавторстве с Nicholas Marsh.
| №                   | Название                            | Длительность |
| ------------------- | ----------------------------------- | ------------ |
| 1.                  | «Untitled 2»                        | 0:34         |
| 2.                  | «Cream of the Crop»                 | 3:39         |
| 3.                  | «Synergy» (при участии Rob Damiani) | 3:17         |
| 4.                  | «Holy Ghost Spirit»                 | 3:50         |
| 5.                  | «For the Jeers»                     | 4:11         |
| 6.                  | «Ember»                             | 3:46         |
| 7.                  | «Pop Off!»                          | 3:08         |
| 8.                  | «One Man's Cringe»                  | 3:43         |
| 9.                  | «Feels Bad Man»                     | 3:19         |
| 10.                 | «Die Another Day»                   | 3:41         |
| 11.                 | «Two Secret Weapons»                | 3:30         |
| 12.                 | «Polka Dot Dobbins»                 | 2:45         |
| 13.                 | «Long Nights in Jail»               | 3:04         |
| 14.                 | «Back on Deck»                      | 3:32         |
| 15.                 | «Current Events»                    | 4:17         |
| 16.                 | «Pray to God for Your Mother»       | 3:49         |
| 17.                 | «Swallowed by Eternity»             | 5:04         |
| 18.                 | «Have a Great Life»                 | 3:48         |
| Общая длительность: | Общая длительность:                 | 62:57        |

## Чарты
| Чарт (2018)                                   | Высшая позиция |
| --------------------------------------------- | -------------- |
| Австралия (ARIA)                              | 98             |
| Шотландия (Scottish Albums Chart)             | 51             |
| UK Album Sales (OCC)                          | 35             |
| Великобритания (UK Digital Albums Chart)      | 54             |
| Великобритания (UK Physical Albums OCC)       | 38             |
| Великобритания (UK Independent Albums Chart)  | 15             |
| Великобритания (UK Rock & Metal Albums Chart) | 3              |
| США Billboard 200                             | 8              |